# 노스웨스트 항공의 운항 노선
아래는 노스웨스트 항공의 취항지 목록이다. (2010년 1월 현재)
본 항공사는 2010년 1월에 델타 항공으로 흡수 후 합병되면서 사실상 소멸되고 말았다.

## 운항 노선

### 아시아

#### 동아시아
대한민국
- 서울 - 인천국제공항
- 부산 - 김해국제공항

 중화인민공화국
- 베이징 - 베이징 서우두 국제공항
- 상하이 - 상하이 푸둥 국제공항

 일본
- 도쿄 - 나리타 국제공항 허브
- 오사카 - 간사이 국제공항
- 나고야 - 주부 센토레아 국제공항

 중화민국
- 타이베이 - 타이완 타오위안 국제공항

#### 동남아시아
베트남
- 호치민 - 떤선녓 국제공항

 싱가포르
- 싱가포르 - 싱가포르 창이 국제공항

 태국
- 방콕 - 수완나품 국제공항

 필리핀
- 마닐라 - 니노이 아키노 국제공항

#### 남아시아
인도
- 뭄바이 - 차트라파티 시바지 국제공항

### 유럽

#### 서유럽
영국
- 런던 - 런던 히드로 국제공항

 프랑스
- 파리 - 파리 샤를 드 골 국제공항

 독일
- 프랑크푸르트 - 프랑크푸르트 국제공항

 네덜란드
- 암스테르담 - 암스테르담 스키폴 국제공항 허브

#### 남유럽
이탈리아
- 로마 - 레오나르도 다 빈치 국제공항 계절편

### 아메리카

#### 북아메리카
미국
- 워싱턴 D.C - 워싱턴 덜레스 국제공항
- 워싱턴 D.C - 로널드 레이건 워싱턴 내셔널 공항
- 네바다
  - 라스베이거스 - 매캐런 국제공항
  - 리노 - 리노 타호 국제공항 계절편
- 네브라스카
  - 오마하 - 에프리 비행장
- 노스다코타
  - 그랜드포크 - 그랜드포크 국제공항
  - 마이넛 - 마이넛 국제공항
  - 비스마르크 - 비스마르크 공항
  - 파고 - 헥터 국제공항
- 노스캐롤라이나
  - 샬롯 - 샬롯 더글러스 국제공항
  - 롤리/더럼 - 롤리 더럼 공항
- 뉴 멕시코
  - 앨버커키 - 앨버커키 국제 썬포트
- 뉴욕 주
  - 뉴욕 - 존 F. 케네디 국제공항
  - 뉴욕 - 라가디아 공항
  - 로체스터 - 메트로폴리탄 로체스터 국제공항
  - 버팔로 - 버팔로 나이아가라 국제공항
  - 올버니 - 올버니 국제공항
  - 시라큐스 - 시라큐스 핸콕 국제공항
- 뉴저지
  - 뉴어크 - 뉴어크 리버티 국제공항
- 뉴 햄프셔
  - 맨체스터 - 맨체스터 보스턴 공항
- 로드아일랜드
  - 프로 비던스 - TF 그린 공항
- 루이지애나
  - 뉴올리언스 - 루이 암스트롱 뉴올리언스 국제공항
  - 배턴 루지 - 배턴 루지 메트로 폴리탄 공항
- 매사추세츠
  - 보스턴 - 보스턴 로건 국제공항
- 메릴랜드
  - 볼티모어 - 볼티모어 워싱턴 국제공항
- 몬태나
  - 빌링스 - 빌링스 로건 국제공항
  - 비즈몬 - 갤러틴 필드 계절편
  - 칼리스팰 - 글래이셔 파크 국제공항 계절편
- 미네소타
  - 미니애폴리스 - 미니애폴리스 세인트폴 국제공항 허브
- 미시간
  - 디트로이트 - 디트로이트 메트로폴리탄 웨인 카운티 공항 허브
  - 그랜드 래피즈 - 제럴드 R. 포드 국제공항
- 미주리
  - 세인트 루이스 - 램버트 세인트 루이스 국제공항
  - 캔자스 시티 - 캔자스 시티 국제공항
- 버지니아
  - 노퍽 - 노퍽 국제공항
  - 뉴포트뉴스/월리엄즈버그 - 뉴포트뉴스 월리엄즈버그 국제공항
  - 리치몬드 - 리치몬드 국제공항
- 사우스다코타
  - 래피드 시티 - 래피드 시티 공항
  - 폴스 - 폴스 공항
- 아이다호
  - 보이즈 - 보이즈 공항
- 아이오와
  - 데스모인스 - 데스 모인스 국제공항
  - 시더래피즈 - 노스 아이오와 공항
- 아칸소
  - 리틀 록 - 리틀 록 공항
- 알래스카
  - 앵커리지 - 테드 스티븐스 앵커리지 국제공항
  - 페어뱅크스 - 페어뱅크스 국제공항 계절편
- 애리조나
  - 피닉스 - 피닉스 스카이 하버 국제공항
  - 투손 - 투손 국제공항
- 오레곤
  - 포틀랜드 - 포틀랜드 국제공항
- 오하이오
  - 콜럼버스 - 포트 콜럼버스 국제공항
  - 클리블랜드 - 클리블랜드 홉킨스 국제공항
- 와이오밍
  - 잭슨 홀 - 잭슨 홀 공항 계절편
- 워싱턴
  - 시애틀/터코마 - 시애틀 터코마 국제공항
  - 스포켄 - 스포캔 국제공항
- 위스콘신
  - 그린베이 - 오스틴 스트로벌 국제공항
  - 밀워키 - 제너럴 미첼 국제공항
  - 라크로스 - 라크로스 공항
  - 매디슨 - 데인 카운티 공항
  - 애플턴 - 오타가마인 카운티 리저널 공항
- 유타
  - 솔트레이크시티 - 솔트레이크시티 국제공항
- 인디애나
  - 인디애나폴리스 - 인디애나폴리스 국제공항
- 일리노이
  - 시카고 - 시카고 미드웨이 국제공항
  - 시카고 - 시카고 오헤어 국제공항
- 조지아
  - 애틀랜타 - 하츠필드 잭슨 애틀랜타 국제공항
- 캘리포니아
  - 로스앤젤레스 - 로스앤젤레스 국제공항
  - 샌프란시스코 - 샌프란시스코 국제공항
  - 산호세 - 산호세 국제공항
  - 새크라멘토 - 새크라멘토 국제공항
  - 샌디에이고 - 샌디에이고 국제공항
  - 팜스프링스 - 팜스프링스 국제공항 계절편
  - 산타아나 - 존 웨인 공항
- 켄터키
  - 루이빌 - 루이빌 국제공항
- 코네티컷
  - 하트포드 - 브래들리 국제공항
- 콜로라도
  - 덴버 - 덴버 국제공항
  - 베일 - 이글 카운티 공항 계절편
  - 스팀보트 스프링스 - 얌파 밸리 공항 계절편
  - 콜로라도스프링스 - 콜로라도 스프링스 공항
- 테네시
  - 멤피스 - 멤피스 국제공항 허브
  - 내쉬빌 - 내쉬빌 국제공항
- 텍사스
  - 댈러스 - 댈러스 포트워스 국제공항
  - 샌안토니오 - 샌안토니오 국제공항
  - 휴스턴 - 조지 부시 인터콘티넨털 공항
- 펜실베니아
  - 피츠버그 - 피츠버그 국제공항
  - 필라델피아 - 필라델피아 국제공항
  - 해리스 - 해리스 버그 국제공항
- 플로리다
  - 마이애미 - 마이애미 국제공항
  - 사라소타 - 사라소타 브레던톤 국제공항 계절편
  - 올랜도 - 올랜도 국제공항
  - 웨스트팜비치 - 팜비치 국제공항
  - 잭슨빌 - 잭슨빌 국제공항
  - 탬파 - 탬파 국제공항
  - 포트로더데일 - 포트로더데일 할리우드 국제공항
  - 포트마이어스 - 사우스 웨스트 플로리다 국제공항
  - 탤러해시 - 탤러해시 공항
- 하와이
  - 호놀룰루 - 호놀룰루 국제공항

 캐나다
- 토론토 - 토론토 피어슨 국제공항
- 밴쿠버 - 밴쿠버 국제공항
- 캘거리 - 캘거리 국제공항
- 에드먼턴 - 에드먼턴 국제공항
- 위니펙 - 위니펙 제임스 암스트롱 리처드 국제공항

 멕시코
- 멕시코시티 - 멕시코시티 국제공항
- 캉쿤 - 캉쿤 국제공항
- 마사틀란 - 제너럴 라파엘 블루나 국제공항 계절편
- 산호세델카보 - 로스카보스 국제공항 계절편
- 아카풀코 - 제너럴 후안 N. 알바레즈 국제공항 계절편
- 이스타바-지후아타네호 - 이스타바 지후아타네호 국제공항 계절편
- 코수멜 - 코수멜 국제공항 계절편
- 푸에르토바야르타 - 리크 구스타보 디아즈 오르다즈 국제공항 계절편

 버뮤다
- 해밀턴 - L.F. 웨이드 국제공항

#### 남아메리카
가이아나
- 조지타운 - 체디 차카 국제공항

 베네수엘라
- 카라카스 - 시몬 볼리바르 국제공항

 브라질
- 브라질리아 - 브라질리아 국제공항
- 리우데자네이루 - 리우데자네이루 갈레앙 국제공항
- 상파울루 - 상파울루 구아룰류스 국제공항

 아르헨티나
- 부에노스 아이레스 - 미니스토로 피스타리니 국제공항

 에콰도르
- 키토 - 마리스칼 수크레 국제공항
- 과야킬 - 호세 호아킨 델 올메도 국제공항 계절편

 칠레
- 산티아고 - 코모도 아르투로 메리노 베니테스 국제공항

 콜롬비아
- 보고타 - 엘도라도 국제공항

 페루
- 리마 - 호르헤차베스 국제공항

#### 카리브해
도미니카 공화국
- 푼타카나 - 푼타카나 국제공항 계절편

 바하마
- 나소 - 린든 핀들링 국제공항

 자메이카
- 몬테네베이 - 상스터 국제공항

 케이맨 제도
- 그랜드 케이먼 - 오웬 로버츠 국제공항

 푸에르토리코
- 산 후안 - 루이스 무노즈 마린 국제공항

### 오세아니아
팔라우
- 코로르 - 팔라우 국제공항 계절편

 괌
- 괌 - 앤토니오 B. 원 팻 국제공항

 북마리아나 제도
- 사이판 - 사이판 국제공항

## 과거 취항지

### 아시아

#### 동아시아
- 중화인민공화국
  - 광저우 - 광저우 바이윈 국제공항
- 일본
  - 도쿄 - 하네다 국제공항
- 중화민국
  - 가오슝 - 가오슝 국제공항[1]

#### 동남아시아
- 말레이시아
  - 쿠알라룸푸르 - 쿠알라룸푸르 국제공항
- 필리핀
  - 세부 - 막탄 세부 국제공항

#### 남아시아
- 인도
  - 델리 - 인디라 간디 국제공항

### 유럽

#### 서유럽
- 영국
  - 런던 - 런던 개트윅 국제공항
  - 글래스고 - 글래스고 공항
  - 에든버러 - 에든버러 공항
- 독일
  - 뒤셀도르프 - 뒤셀도르프 국제공항
  - 함부르크 - 함부르크 공항
- 아일랜드
  - 더블린 - 더블린 공항
- 벨기에
  - 브뤼셀 - 브뤼셀 국제공항[2]

#### 남유럽
- 스페인
  - 마드리드 - 마드리드 바하라스 국제공항[3]
- 이탈리아
  - 밀라노 - 밀라노 말펜사 국제공항

#### 북유럽
- 노르웨이
  - 오슬로 - 오슬로 가르데르모엔 국제공항[4]
- 덴마크
  - 코펜하겐 - 코펜하겐 국제공항
- 스웨덴
  - 스톡홀름 - 스톡홀름 알란다 국제공항

### 아메리카

#### 북아메리카
- 미국
  - 몬태나 주
    - 뷰트 - 뷰트 공항

  - 앨러배마 주
    - 버밍햄 - 버밍햄 공항

  - 플로리다 주
    - 포트월튼비치 - 포트월튼비치 공항

  - 켄터키 주
    - 렉싱턴 - 렉싱턴 공항

  - 텍사스 주
    - 엘 파소 - 엘 파소 공항

  - 하와이주
    - 카훌루이 - 카홀루이 공항
    - 코나 - 코나 공항
- 캐나다
  - 몬트리올 - 몬트리올 피에르 엘리오트 트뤼도 국제공항

#### 남아메리카
- 코스타리카
  - 리베리아 - 리베리아 국제공항

#### 카리브해
- 미국령 버진아일랜드
  - 세인트 토마스 - 세인트 토마스 국제공항

### 오세아니아
오스트레일리아
- 시드니 - 시드니 킹스포드 스미스 국제공항

## 같이 보기
- 델타 항공의 운항 노선